# Окуни (Белгородская область)
Окуни —  село  в Чернянском районе Белгородской области России. Входит в состав Волоконовского сельского поселения.

## География
Расположено в левобережье Оскола в 9 км к северу от Чернянки. На северо-восточной окраине села находится станция Окунёвка.
Уличная сеть
- улица Гончары
- улица Железнодорожная
- улица Молодёжная
- улица Привольная
- улица Сосновая
- улица Центральная
- переулок Лесной

## История
Деревня получила свое название от небольшой речки Окуни, а рядом возник и хуторок Окуньки.
В 1885 году — Новооскольского уезда Чернянской волости деревня Окуни — 106 хозяйств крестьян государственных четвертных, 713 жителей (366 мужчин, 347 женщин), грамотных 24 мужчины, учащихся 3 мальчика и девочка (школа в 5 верстах); у крестьян — 235 рабочих лошадей и 82 жеребёнка, 149 коров и 101 теленок, 714 овец и 160 свиней, в деревне 13 пчеловодов (у них 156 ульев), в деревне — 10 «промышленных заведений», торговая лавка и кабак.

## Население
| 2002 | 2010 |
| ---- | ---- |
| 338  | ↘328 |

## Инфраструктура
Путевое хозяйство Белгородского региона Юго-Восточной железной дороги РЖД. Действует железнодорожная станция Окунёвка на ж.-д. линии Старый Оскол — Валуйки.
Подсобные хозяйства. Было развито пчеловодство.

## Транспорт
Автомобильный и железнодорожный транспорт.